# Списак југословенских фудбалских репрезентативаца
Ово је списак фудбалера који су наступали за репрезентацију Југославије. Репрезентативци су дати по абецедном реду. У загради су дате године у којима су они наступали за репрезентацију а иза заграде је дат број утакмица и број голова за репрезентацију.
|  |  |  |  |  |  |  |  |  |  |  |  |  |  |  |  |  |  |  |  |  |  |  |  |  |  |  |  |  |  |

## А
- Јован Аћимовић (1968/1976) 55/3
- Ђука Агић (1930/1930) 1/0
- Рајко Алексић (1968/1968) 2/0
- Јован Анђелковић (1965/1966) 2/0
- Слободан Анђелковић (1937/1937) 1/0
- Андрија Анковић (1960/1962) 8/1
- Бошко Антић (1968/1968) 1/0
- Радомир Антић (1973/1973) 1/0
- Сава Антић (1956/1956) 5/2
- Милан Антолковић (1937/1939) 8/1
- Зоран Антонијевић (1970/1972) 8/0
- Милорад Арсенијевић (1927/1936) 52/0
- Зијад Арсланагић (1965/1965) 1/0
- Мустафа Арслановић (1987/1987) 1/0
- Аљоша Асановић (1987/1988) 3/0
- Александар Атанацковић (1946/1950) 15/1
- Радојко Аврамовић (1978/1978) 1/0

## Б
- Драгутин Бабић (1921/1931) 10/2
- Никола Бабић (1928/1932) 3/0
- Бобан Бабунски (1991/1991) 2/0
- Един Бахтић (1984/1985) 2/0
- Душан Бајевић (1970/1977) 37/29
- Мане Бајић (1966/1969) 2/0
- Миленко Бајић (1970/1970) 1/0
- Божо Бакота (1978/1978) 1/0
- Мирсад Баљић (1984/1990) 29/3
- Ивица Барбарић (1988/1988) 1/0
- Слободан Батричевић (1983/1983) 1/0
- Зоран Батровић (1984/1984) 1/0
- Мехмед Баждаревић (1983/1992) 54/4
- Владимир Беара (1950/1959) 59/0
- Радослав Бечејац (1965/1970) 12 0
- Звонко Бего (1961/1961) 6/2
- Ивица Бек 1927/1931 7/4
- Јован Белеслин (1939/1939) 1/0
- Милош Белеслин (1928/1930) 8/1
- Бруно Белин (1952/1959) 25/0
- Рудолф Белин (1963/1969) 29/6
- Иван Белошевић (1933/1939) 11/0
- Стеван Бена (1959/1961) 7/0
- Љубо Бенчић (1924/1927) 5/2
- Александар Бенко (1949/1949) 1/0
- Миливој Бенковић (1923/1923) 1/0
- Драгиша Бинић (1990/1991) 3/1
- Ибрахим Биоградлић (1956/1956) 1/0
- Аугуст Бивец (1933/1933) 1/0
- Ненад Бјековић (1968/1976) 22/4
- Филип Блашковић (1969/1969) 1/0
- Звонимир Бобан (1988/1991) 7/1
- Стјепан Бобек (1946/1956) 63/38
- Срећко Богдан (1977/1983) 11/0
- Владислав Богићевић (1971/1977) 23/2
- Зоран Бојовић (1983/1983) 2/0
- Марио Бољат (1977/1978) 5/0
- Антун Боначић (1924/1931) 8/2
- Мирко Боначић (1924/1928) 6/3
- Петар Борота (1977/1978) 4/0
- Вујадин Бошков (1951/1958) 57/0
- Мирослав Бошковић (1968/1972) 6/0
- Бранко Бошњак (1983/1983) 1/0
- Радивој Божић (1934/1934) 1/0
- Бобан Божовић (1983/1983) 1/0
- Војин Божовић (1936/1941) 8/5
- Благоје Братић (1972/1972) 3/0
- Драгутин Братулић (1934/1935) 3/0
- Мирко Браун (1963/1963) 3/0
- Маријан Брнчић (1962/1967) 10/0
- Бранко Брновић (1989–) 27/3
- Драгољуб Брновић (1987/1990) 25/1
- Божо Брокета (1947/1948) 3/0
- Мирослав Брозовић (1940/1948) 17/0
- Иван Брзић (1966/1966) 1/0
- Јосип Букал (1966/1974) 24/10
- Иван Буљан (1973/1981) 36/2
- Милош Бурсаћ (1985/1985) 2/0

## Ц
- Звонимир Цимерманчић (1940/1948) 9/3
- Славин Циндрић (1920/1928) 5/3
- Јован Цокић (1952/1955) 2/1
- Томислав Црнковић (1952/1960) 51/0
- Никица Цукров (1977/1983) 14/0
- Рудолф Цвек (1968/1969) 6/0
- Борислав Цветковић (1983/1988) 11/1
- Звјездан Цветковић (1982/1987) 9/1

## Ч
- Ратомир Чабрић (1938/1938) 1/0
- Жељко Чајковски (1947/1951) 19/12
- Златко Чајковски (1946/1955) 55/7
- Владо Чапљић (1984/1985) 4/0
- Срђан Чебинац (1964/1964) 1/0
- Звездан Чебинац (1959/1964) 20/4
- Маријан Черчек (1969/1969) 1/0
- Ратко Чолић (1949/1951) 14/0
- Владимир Чонч (1956/1956) 1/0
- Јосип Чоп (1984/1984) 2/0
- Милан Чоп (1963/1964) 10/0
- Бартул Чулић (1931/1935) 10/0

## Ћ
- Саша Ћурчић (1991–) 14/1
- Един Ћурић (1987/1987) 1/0
- Иван Ћурковић (1963/1970) 19/0

## Д
- Милан Дамјановић (1967/1968) 7/0
- Еуген Дасовић (1923/1927) 10/0
- Фахрија Даутбеговић (1969/1970) 2/0
- Сретен Давидовић (1953/1953) 1/0
- Сергије Демић (1932/1933) 4/0
- Дамир Десница (1978/1978) 1/1
- Мирослав Дешковић (1931/1931) 1/0
- Стјепан Деверић (1982/1984) 6/0
- Бранислав Димитријевић (1928/1933) 5/0
- Рудолф Добријевић (1930/1930) 1/0
- Кирил Дојчиновски (1968/1970) 6/0
- Златко Драчић (1965/1965) 1/0
- Милорад Драгичевић (1926/1928) 2/0
- Првослав Драгићевић (1939/1940) 6/0
- Божидар Дреновац (1947/1947) 1/0
- Бранислав Дробњак (1983/1983) 1/0
- Ернест Дубац (1938/1941) 14/0
- Артур Дубравчић (1920/1924) 9/1
- Ратомир Дујковић (1971/1971) 4/0
- Петар Дујмовић (1924/1924) 1/0
- Владимир Дурковић (1959/1966) 50/0
- Дионизије Дворнић (1953/1954) 6/1

## Џ
- Драган Џајић (1964/1979) 85/23
- Светозар Џанић (1940/1941) 3/0
- Јасмин Џеко (1983/1983) 2/1
- Вилсон Џони (1974/1978) 4/0

## Ђ
- Предраг Ђајић (1949/1953) 17/0
- Милош Ђелмаш (1987/1987) 1/0
- Момчило Ђокић (1930/1936) 13/0
- Борислав Ђорђевић (1976/1977) 5/0
- Боривоје Ђорђевић (1967/1971) 9/0
- Љубиша Ђорђевић (1928/1931) 5/0
- Милован Ђорић (1969/1969) 1/0
- Мирослав Ђукић (1991–) 48/2
- Владислав Ђукић (1988/1988) 2/1
- Владета Ђурић (1926/1926) 1/0
- Бошко Ђуровски (1982/1989) 4/0
- Милко Ђуровски (1984/1985) 6/2

## Е
- Марко Елснер (1984/1988) 14/0

## Ф
- Мирсад Фазлагић (1963/1968) 19/0
- Антуна Колнаго Феранте (1929/1929) 1/0
- Фриц Фердербер (1922/1922) 1/0
- Асим Ферхатовић (1961/1961) 1/0
- Нијаз Ферхатовић (1982/1982) 2/0
- Зоран Филиповић (1971/1977) 13/2
- Владимир Фирм (1947/1949) 3/0
- Драгутин Фридрих (1922/1927) 9/0

## Г
- Иван Гајер (1932/1937) 28/0
- Милан Галић (1959/1965) 51/37
- Петар Георгијевски (1984/1984) 1/0
- Фрањо Гилер (1926/1932) 13/3
- Фрањо Глазер (1933/1940) 35/0
- Светислав Глишовић (1932/1940) 21/9
- Иван Голац (1976/1976) 1/0
- Винко Голоб (1948/1948) 1/0
- Ненад Грачан (1984/1986) 10/2
- Бранко Грачанин (1968/1970) 10/1
- Иван Гранец (1920/1920) 1/0
- Никола Грденић (1925/1925) 1/0
- Иван Гудељ (1980/1986) 33/3
- Драган Гуглета (1965/1966) 8/2

## Х
- Џемал Хаџиабдић (1974/1978) 20/0
- Енвер Хаџиабдић (1970/1974) 11/0
- Фарук Хаџибегић (1982/1992) 61/6
- Исмет Хаџић (1979/1983) 5/0
- Вахид Халилхоџић (1976/1985) 15/8
- Сулејман Халиловић (1983/1984) 12/1
- Мустафа Хасанагић (1965/1967) 5/0
- Јусуф Хатунић (1972/1978) 8/0
- Антун Херцег (1950/1957) 12/2
- Бернард Хигл (1934/1939) 24/0
- Иван Хитрец (1929/1939) 14/10
- Рудолф Хитрец (1926/1926) 1/0
- Иван Хлевњак (1969/1970) 3/0
- Едвард Хочевар (1950/1950) 1/1
- Драган Холцер (1965/1974) 52/0
- Иван Хорват (1946/1956) 60/0
- Јанош Хорват (1929/1929) 1/0
- Драго Хорват (1949/1949) 1/0
- Идриз Хошић (1968/1968) 2/0
- Бранислав Хрњичек (1929/1930) 5/1
- Милош Хрстић (1978/1982) 10/0
- Мустафа Хукић (1977/1977) 5/0

## И
- Звонко Ивезић (1975/1976) 4/2
- Милутин Ивковић (1925/1934) 39/0
- Томислав Ивковић (1983/1991) 38/0
- Александар Ивош (1962/1962) 3/0

## Ј
- Лајош Јаковетић (1949/1949) 4/0
- Драган Јаковљевић (1987/1989) 8/3
- Милован Јакшић (1930/1934) 9/0
- Чедомир Јаневски (1987/1987) 2/0
- Рајко Јањанин (1979/1980) 2/0
- Божидар Јанковић (1972/1972) 2/0
- Милан Јанковић (1986/1989) 12/1
- Милорад Јанковић (1966/1966) 1/0
- Слободан Јанковић (1975/1975) 1/0
- Маријан Јантољак (1966/1966) 2/0
- Роберт Јарни (1990/1991) 7/1
- Ешреф Јашаревић (1977/1977) 2/0
- Звонко Јазбец (1934/1938) 10/0
- Иван Јазбиншек (1938/1941) 7/0
- Живорад Јевтић (1964/1969) 16/0
- Зоран Јеликић (1976/1983) 8/0
- Дражан Јерковић (1960/1964) 21/11
- Јуре Јерковић (1970/1981) 43/6
- Иве Јеролимов (1980/1982) 6/0
- Миодраг Јешић (1982/1984) 8/2
- Јован Језеркић (1947/1947) 4/5
- Станоје Јоцић (1952/1954) 4/2
- Славиша Јокановић (1991–) 64/10
- Драган Јовановић (1923/1928) 8/4
- Мија Јовановић (1930/1931) 3/0
- Миодраг Јовановић (1947/1950) 25/0
- Никола Јовановић (1979/1982) 7/0
- Милан Јовин (1980/1982) 4/0
- Давор Јозић (1984/1991) 27/2
- Владимир Југовић (1991–) 41/3
- Жељко Јурчић (1976/1976) 1/0
- Анте Јурић (1959/1959) 1/0
- Горан Јурић (1988/1989) 4/0
- Предраг Јурић (1986/1987) 2/0
- Фахрудин Јусуфи (1959/1967) 55/0

## К
- Ратко Кацијан (1946/1946) 1/0
- Сеад Кајтаз (1986/1986) 1/0
- Томислав Калоперовић (1957/1961) 6/1
- Драган Канатларовски (1990/1990) 1/0
- Мирза Капетановић (1983/1985) 6/0
- Станислав Караси (1973/1974) 10/4
- Владо Касало (1987/1987) 1/0
- Иван Каталинић (1977/1978) 13/0
- Јосип Каталински (1972/1977) 41/10
- Сречко Катанец (1983/1990) 31/5
- Илија Катић (1968/1969) 4/0
- Михаљ Кечкеш (1937/1938) 2/0
- Анте Кесић (1924/1924) 1/0
- Хуго Кинерт (1921/1922) 2/0
- Владимир Клаић (1953/1953) 1/0
- Никица Клинчарски (1980/1983) 8/1
- Томислав Кнез (1960/1961) 14/8
- Бруно Кнежевић (1938/1938) 1/0
- Миодраг Кнежевић (1966/1967) 2/0
- Зденко Кобешчак (1963/1964) 2/0
- Славко Кодрња (1933/1933) 4/4
- Мехо Кодро (1991/1992) 2/0
- Андреја Којић (1920/1920) 1/0
- Љубомир Кокеза (1946/1952) 2/0
- Мирко Кокотовић (1931/1939) 23/4
- Божидар Колаковић (1951/1951) 1/0
- Младен Кошчак (1956/1956) 4/0
- Боривоје Костић (1956/1964) 33/26
- Абид Ковачевић (1977/1977) 2/0
- Владимир Ковачевић (1960/1965) 13/2
- Фране Ковачић (1932/1933) 5/0
- Александар Козлина (1960/1961) 9/0
- Владимир Крагић (1930/1934) 6/4
- Бранко Краљ (1954/1955) 3/0
- Златко Крањчар (1977/1983) 11/3
- Миодраг Кривокапић (1987/1988) 5/0
- Петар Кривокућа (1972/1974) 13/0
- Србољуб Кривокућа (1956/1961) 7/0
- Мирко Криж (1925/1929) 2/0
- Златко Крмпотић (1980/1982) 8/0
- Јосип Крнић (1947/1947) 1/1
- Добросав Крстић (1955/1960) 30/1
- Мишо Крстичевић (1979/1980) 7/1
- Винко Куци (1965/1966) 8/0
- Андрија Кујунџић (1921/1922) 2/0
- Бранко Кунст (1926/1930) 7/0
- Мирко Курир (1924/1924) 2/0
- Миодраг Кустудић (1977/1978) 3/0

## Л
- Дражен Ладић 1991/1991 2 0
- Владимир Лајнерт 1926/1929 5 2
- Стјепан Ламза 1963/1967 7 0
- Војин Лазаревић 1964/1969 5 1
- Густав Лехнер 1931/1940 44 0
- Драгоје Лековић 1988– 14 0
- Лео Лемешић 1929/1932 5 3
- Лазар Лемић 1964/1964 2 0
- Аугуст Лешник 1937/1940 10 4
- Павле Левковић 1933/1933 3 0
- Лука Липошиновић 1954/1960 13 3
- Ђорђе Лојанчић 1936/1937 2 0
- Драгутин Лојен 1946/1946 3 0
- Петар Лончаревић 1930/1930 2 0
- Љубомир Ловрић 1939/1948 5 0
- Стеван Лубурић 1925/1930 6 1
- Владимир Лукарић 1961/1965 6 1
- Мирослав Лукић 1930/1934 8 0
- Владан Лукић 1991– 6 2
- Славко Луштица 1951/1952 3 0

## Љ
- Милан Љубеновић (1954/1955) 4/0
- Живан Љуковчан (1985/1986) 4/0

## М
- Родољуб Маленчић 1922/1922 1 0
- Драган Манце 1983/1983 4 0
- Петар Манола 1939/1941 9 0
- Лав Мантула 1954/1954 1 0
- Душан Маравић 1960/1960 7 3
- Ремија Марцикић 1921/1921 1 0
- Енвер Марић 1972/1976 32 0
- Зоран Марић 1983/1983 2 0
- Сава Маринковић 1928/1930 3 0
- Благоје Марјановић 1926/1938 57 36
- Маре Марјановић 1924/1926 6 0
- Никола Марјановић 1933/1933 1 0
- Душан Марковић 1932/1932 1 0
- Предраг Марковић 1954/1954 1 1
- Влатко Марковић 1961/1962 16 0
- Слободан Маровић 1987/1989 4 0
- Егидио Мартиновић 1927/1927 1 0
- Анђелко Марушић 1930/1935 16 0
- Флоријан Матекало 1940/1940 1 0
- Владимир Матијевић 1980/1984 3 0
- Фране Матошић 1938/1953 16 6
- Јозо Матошић 1934/1940 24 0
- Жељко Матуш 1960/1962 13 5
- Иван Медарић 1937/1939 3 0
- Војислав Мелић 1962/1967 27 2
- Ризах Мешковић 1972/1972 1 0
- Бранислав Михајловић 1959/1960 8 4
- Драгослав Михајловић 1930/1930 4 0
- Љубомир Михајловић 1966/1968 6 0
- Првослав Михајловић 1946/1950 13 6
- Радмило Михајловић 1986/1989 6 1
- Синиша Михајловић 1991– 63 9
- Максимилијан Михалчић 1925/1931 18 0
- Предраг Мијатовић 1989– 73 28
- Марко Микачић 1930/1931 3 0
- Јован Миладиновић 1959/1964 17 0
- Дарко Миланич 1991/1992 5 0
- Зоран Миленковић 1966/1966 1 0
- Анђело Милевој 1966/1966 4 0
- Ђорђе Милић 1964/1964 1 0
- Горан Миљановић 1983/1988 4 1
- Ивица Миљковић 1975/1975 1 0
- Бранко Миљуш 1984/1988 14 0
- Горан Милојевић 1988/1989 2 0
- Цвијан Милошевић 1988/1988 1 0
- Славко Милошевић 1930/1934 4 0
- Сима Милованов 1951/1954 4 0
- Шиме Милутин 1939/1939 1 0
- Милош Милутиновић 1953/1958 33 16
- Анте Мирочевић 1978/1980 6 2
- Рајко Митић 1946/1957 59 32
- Милорад Митровић 1928/1935 3 0
- Марко Млинарић 1983/1988 17 1
- Сократ Мојсов 1964/1966 3 0
- Звонко Монсидер 1946/1947 7 0
- Митар Мркела 1982/1986 5 1
- Срђан Мркушић 1941/1950 11 0
- Мухамед Мујић 1956/1962 32 17
- Фикрет Мујкић 1968/1970 5 1
- Хусреф Мусемић 1983/1983 1 0
- Вахидин Мусемић 1968/1970 17 9
- Џемалудин Мушовић 1965/1968 10 2
- Џемал Мустеданагић 1980/1980 1 0
- Драган Мутибарић 1969/1970 10 0
- Дражен Мужинић 1974/1979 32 1

## Н
- Михајло Начевић 1926/1926 1 0
- Петар Надовеза 1967/1967 1 0
- Драгутин Најдановић 1928/1930 4 1
- Илија Најдоски 1990/1992 11 1
- Велимир Наумовић 1963/1964 3 0
- Стеван Нештички 1967/1967 1 0
- Петар Никезић 1971/1973 3 0
- Душан Николић 1976/1977 4 1
- Јовица Николић 1985/1985 1 0
- Милорад Николић 1940/1941 3 0
- Славољуб Николић 1982/1982 2 0
- Жарко Николић 1959/1961 9 0
- Џони Новак 1991/1992 4 0
- Маријан Новак 1967/1967 1 0
- Мартин Новоселац 1975/1976 4 0

## О
- Бране Облак 1970/1977 46 6
- Милован Обрадовић 1977/1977 1 0
- Тихомир Огњанов 1950/1956 28 7
- Љубомир Огњановић 1958/1958 1 0
- Радивој Огњановић 1957/1959 5 1
- Фахрудин Омеровић 1989/1992 8 0
- Иван Осим 1964/1969 16 8
- Стеван Остојић 1964/1971 2 0
- Иван Ожеговић 1947/1947 2 0

## П
- Божидар Пајевић 1954/1954 1 0
- Милутин Пајевић 1949/1949 3 3
- Бела Палфи 1948/1951 3 0
- Андреј Панадић 1989/1989 3 0
- Дарко Панчев 1984/1991 27 17
- Драган Пантелић 1979/1984 19 2
- Илија Пантелић 1964/1968 18 0
- Златко Папец 1953/1956 6 4
- Илијас Пашић 1954/1959 8 1
- Предраг Пашић 1981/1985 10 1
- Даниел Пашкван 1921/1923 4 0
- Благоје Пауновић 1967/1973 39 0
- Иван Павелић 1927/1930 5 1
- Ђорђе Павлић 1963/1964 2 0
- Иван Павлица 1969/1969 1 0
- Мирослав Павловић 1968/1974 46 2
- Алфонс Пажур 1925/1925 1 0
- Хуго Пажур 1923/1923 2 0
- Адолф Перцл 1926/1927 3 2
- Никола Перлић 1936/1939 8 3
- Емил Першка 1920/1927 14 2
- Жељко Перушић 1959/1964 27 0
- Лука Перузовић 1974/1983 17 0
- Душан Пешић 1980/1983 4 0
- Александар Петаковић 1954/1959 19 8
- Душан Петковић 1923/1926 8 2
- Илија Петковић 1968/1974 43 6
- Иван Петрак 1934/1935 6 1
- Гордан Петрић 1989– 5 0
- Александар Петровић 1938/1940 9 5
- Божидар Петровић 1934/1934 1 0
- Бранко Петровић 1928/1930 3 0
- Михајло Петровић 1980/1980 1 0
- Миомир Петровић 1946/1949 3 0
- Огњен Петровић 1973/1976 15 0
- Владимир Петровић 1973/1982 34 5
- Жељко Петровић 1990– 18 0
- Даниел Пирић 1969/1970 6 1
- Јосип Пирмајер 1964/1964 4 0
- Еуген Плацериано 1924/1924 1 0
- Бранко Плеше 1937/1946 6 3
- Јан Подхрадски 1938/1938 1 0
- Шиме Подује 1924/1927 3 0
- Вељко Подује 1924/1926 3 0
- Антун Погачник 1937/1937 2 0
- Данило Попивода 1972/1977 20 5
- Стојан Поповић 1927/1928 5 0
- Владица Поповић 1956/1965 20 0
- Бранимир Поробић 1920/1920 1 0
- Звонимир Пожега 1939/1939 3 0
- Борис Праунсбергер 1930/1930 1 1
- Данијел Премерл 1925/1932 29 1
- Боро Приморац 1976/1980 14 0
- Фахрудин Прљача 1966/1966 1 0
- Бошко Продановић 1968/1968 1 0
- Роберт Просинечки 1989/1991 15 4
- Иван Пудар 1985/1985 1 0

## Р
- Владан Радача 1987/1988 5 0
- Петар Радаковић 1961/1964 19 3
- Љубомир Радановић 1983/1988 34 3
- Петар Раденковић 1956/1956 3 0
- Винко Радић 1924/1927 3 0
- Предраг Радовановић 1931/1931 1 0
- Лазар Радовић 1963/1964 7 0
- Миодраг Радовић 1983/1984 2 0
- Никола Радовић 1956/1956 3 1
- Василије Радовић 1964/1965 3 0
- Здравко Рајков 1951/1958 28 11
- Анте Рајковић 1977/1978 6 0
- Љубиша Рајковић 1970/1977 14 0
- Марко Рајковић 1931/1933 2 0
- Милан Рајлић 1940/1940 1 0
- Бошко Ралић 1932/1933 6 0
- Младен Рамљак 1966/1972 13 0
- Миодраг Ранојевић 1930/1930 1 0
- Бранко Рашовић 1964/1967 10 0
- Мауро Равнић 1986/1987 6 0
- Сребренко Репчић 1980/1980 1 0
- Јанко Родин 1924/1926 4 0
- Новак Рогановић 1960/1960 7 0
- Краснодар Рора 1967/1968 5 0
- Ведран Рожић 1978/1983 10 0
- Антун Рудински 1952/1952 1 0
- Рудолф Рупец 1920/1924 9 0
- Фрањо Рупник 1946/1950 6 1
- Јован Ружић 1920/1920 2 1
- Милан Ружић 1983/1983 2 0

## С
- Спасоје Самарџић 1962/1966 26 3
- Божидар Сандић 1946/1946 1 2
- Слободан Сантрач 1966/1974 8 1
- Абрахам Геза Сараз 1922/1923 2 2
- Младен Сарић 1938/1938 1 0
- Тони Савевски 1988/1989 2 0
- Душан Савић 1975/1982 12 4
- Дејан Савићевић 1986– 56 19
- Стеван Секереш 1966/1966 7 0
- Бранислав Секулић 1925/1936 17 8
- Божидар Сенчар 1949/1951 3 1
- Драган Симеуновић 1980/1980 1 0
- Никола Симић 1920/1920 1 0
- Мирослав Симоновић 1980/1980 1 0
- Кирил Симоновски 1946/1949 10 1
- Зоран Симовић 1983/1984 10 0
- Јосип Скоблар 1961/1967 32 11 `
- Блаж Слишковић 1978/1986 26 3
- Иван Сливак 1932/1932 1 0
- Адмир Смајић 1987/1987 5 0
- Драго Смајловић 1963/1964 4 1
- Велимир Сомболац 1960/1960 5 0
- Кузман Сотировић 1928/1931 5 2
- Љубиша Спајић 1950/1957 15 0
- Јован Спасић 1931/1936 15 0
- Предраг Спасић 1988/1991 31 1
- Теофило Спасојевић 1928/1930 2 0
- Методије Спасовски 1968/1969 3 3
- Един Спречо 1967/1969 3 2
- Марио Станић 1991/1991 2 0
- Бранко Станковић 1946/1956 61 3
- Вујадин Станојковић 1988/1992 21 1
- Ненад Старовлах 1979/1979 2 0
- Љубиша Стефановић 1930/1930 4 0
- Драгослав Степановић 1970/1976 34 1
- Горан Стевановић 1985/1985 1 0
- Иван Стевовић 1933/1939 5 1
- Бранко Стинчић 1951/1951 1 0
- Жељко Стинчић 1978/1978 1 0
- Никола Стипић 1962/1962 1 0
- Александар Стојановић 1979/1979 2 0
- Мирко Стојановић 1961/1964 4 0
- Славко Стојановић 1952/1958 8 0
- Ранко Стојић 1984/1986 14 0
- Ђорђе Стојиљковић 1940/1940 3 0
- Драган Стојковић 1983– 84 15
- Ненад Стојковић 1977/1984 32 1
- Влада Стошић 1990/1990 1 0
- Сафет Сушић 1977/1990 54 21
- Сеад Сушић 1977/1977 1 0
- Ратко Свилар 1976/1983 9 0
- Славко Свињаревић 1962/1962 6

## Ш
- Рефик Шабанаџовић 1986/1990 8 0
- Ненад Шалов 1980/1980 1 0
- Иван Шантек 1956/1958 6 0
- Џевад Шећербеговић 1977/1983 9 0
- Бела Шефер 1924/1924 1 0
- Драгослав Шекуларац 1956/1966 41 6
- Милош Шестић 1979/1985 21 2
- Јарослав Шифер 1920/1922 6 1
- Геза Шифлиш 1927/1928 5 0
- Василије Шијаковић 1957/1962 11 0
- Вилим Шипош 1934/1939 13 1
- Златко Шкорић 1964/1966 8 0
- Харис Шкоро 1985/1989 15 4
- Слободан Шкрбић 1964/1964 4 0
- Едхем Шљиво 1976/1982 12 2
- Иван Шојат 1922/1922 3 0
- Јосип Шолц 1920/1923 2 0
- Милутин Шошкић 1959/1966 50 0
- Фрањо Шоштарић 1946/1951 18 0
- Стјепан Штерк 1922/1922 1 0
- Давор Шукер 1991/1991 2 1
- Славко Шурдоња 1933/1933 1 0
- Ивица Шурјак 1973/1982 54 10
- Суад Шврака 1955/1955 1 0

## Т
- Силвестер Такач 1960/1966 15 2
- Лазар Тасић 1952/1960 13 1
- Станко Тавчар 1920/1920 2 0
- Анђелко Тешан 1968/1970 11 0
- Александар Тирнанић 1929/1940 50 12
- Александар Томашевић 1931/1938 12 8
- Коста Томашевић 1946/1951 10 5
- Новак Томић 1958/1963 5 0
- Иван Топлак 1956/1956 1 0
- Драгомир Тошић 1930/1933 11 0
- Раде Тошић 1988/1988 1 0
- Александар Трифуновић 1977/1983 11 2
- Добривоје Тривић 1966/1969 13 0
- Семир Туце 1986/1989 7 2

## У
- Јосип Урбанке 1926/1926 1 0

## В
- Драго Вабец 1973/1976 7 1
- Светислав Ваљаревић 1933/1941 12 4
- Марко Валок 1949/1950 6 3
- Мирослав Вардић 1968/1968 2 0
- Велибор Васовић 1961/1966 32 2
- Фрањо Велфл 1938/1951 12 6
- Јозеф Велкер 1938/1940 3 1
- Владимир Вермезовић 1985/1985 2 0
- Тодор Веселиновић 1953/1961 37 28
- Ристо Видаковић 1991– 8 0
- Благоје Видинић 1956/1960 8 0
- Јошко Видошевић 1955/1955 3 0
- Желимир Видовић 1977/1980 2 0
- Владимир Винек 1922/1924 6 3
- Драгослав Вирић 1931/1931 2 0
- Фрањо Владић 1972/1977 24 3
- Фадиљ Вокри 1984/1987 12 6
- Драгутин Враговић 1920/1923 7 0
- Стјепан Врбанчић 1922/1927 12 0
- Драгутин Врђука 1920/1924 7 0
- Будимир Вујачић 1989– 12 0
- Ђорђе Вујадиновић 1929/1940 44 18
- Ђорђе Вујков 1977/1977 4 0
- Светозар Вујовић 1963/1964 8 0
- Златко Вујовић 1979/1990 70 25
- Зоран Вујовић 1979/1989 34 2
- Бернард Вукас 1948/1957 59 22
- Радомир Вукчевић 1967/1971 9 0
- Милан Вукелић 1957/1964 3 0
- Недељко Вукоје 1966/1966 1 0
- Бранислав Вукосављевић 1949/1949 2 0
- Момчило Вукотић 1972/1978 14 4
- Зоран Вулић 1986/1991 25 1

## З
- Славко Загорац 1932/1938 7 0
- Велимир Зајец 1977/1985 36 1
- Славен Замбата 1962/1968 31 21
- Илија Завишић 1976/1978 9 0
- Бранко Зебец 1951/1961 65 17
- Добривоје Зечевић 1931/1938 18 4
- Миљан Зековић 1952/1955 13 0
- Јосип Земко 1965/1965 3 0
- Бранко Зинаја 1921/1923 6 4
- Душан Зинаја 1923/1923 1 0

## Ж
- Анте Жанетић (1959/1960) 15/2
- Тодор Живановић (1950/1950) 5/3
- Александар Живковић (1931/1935) 15/15
- Јован Живковић (1930/1930) 1/0
- Звонко Живковић (1982/1985) 5/2
- Славиша Жунгул (1974/1978) 14/0
- Вјекослав Жупанчић (1920/1920) 1/0